# Sablerie
La sablerie est le secteur d’une fonderie, qui traite le sable de moulage du début (réception) jusqu’à la récupération après coulée.

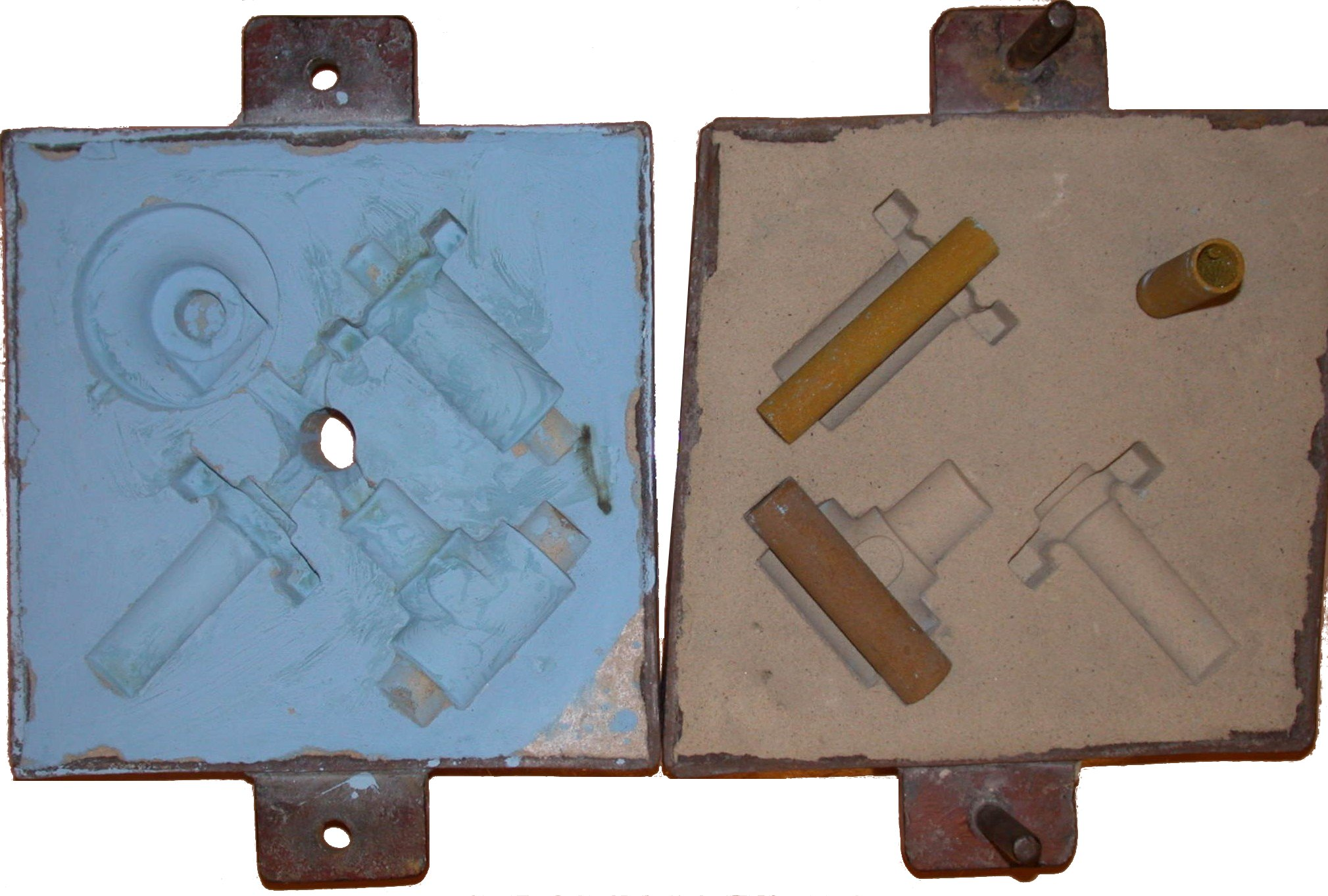
Moule en sable

## Les sables

### Caractéristiques
Un sable de fonderie doit satisfaire aux exigences fondamentales que sont :
- La mise en forme au contact d’un modèle mère en épousant tous ses détails.
- la conservation de cette forme jusqu’à la solidification complète du métal,
- La réfractarité,
- la perméabilité, qui permet l’évacuation des gaz lors de la coulée,
- l’absence des réactions moule-métal susceptibles de créer des défauts,
- la facilité de décochage, afin de pouvoir séparer facilement la pièce obtenue de son moule.
- la cohésion, aptitude au serrage.

## Types de sables
- Sable naturel : Il est directement extrait de carrière et se compose de silice, d’argile en forte proportion et de poussières.
- Sables silico-argileux : dits aussi synthétiques par opposition aux sables naturels, sont constitués d'un réfractaire (Silice) aggloméré par de l'argile activée par de l'eau.

### Les mélanges
- le sable siliceux,
- l'argile, souvent du type bentonite,
- les additifs carbonés (noir minéral),
- l'eau,
- d'autres éléments éventuellement comme les sables à prise chimique,
- les résines furaniques ou le polyuréthane,
- les huiles comme l’huile de lin.

## La sablerie
Dans les grandes fonderies, principalement dans l’industrie automobile, la sablerie est séparée en deux secteurs pour permettre de préparer les mélanges au plus près des chantiers de moulage et de fusion des métaux : la sablerie et la noyauterie (ou noyautage).
Les raisons de cette séparation sont multiples :
- le secteur de fonderie où se fait la coulée du métal en fusion produit beaucoup de chaleur avec des projections de particules de métal en fusion, et où se produit le décochage il se dégage une importante quantité de poussière,
- en noyauterie, là où se préparent les noyau, les mélanges de sable se font avec des résines et des catalyseurs très sensibles au feu. De plus les noyaux finis doivent être aussi propres que possible pour ne pas amener d’impuretés sur la pièce coulée.

### Installations
- Les silos de stockage différents pour chaque sorte de sable et composants,
- Des convoyeurs qui amène le sable vers les mélangeurs puis vers les trémies qui alimentent les machines à mouler,
- Des installations de broyage qui mélangent les sables aux additifs,
- Des couloirs de décochage qui récupèrent le sable brûlé,
- Des convoyeurs, des élévateurs qui achemine les sables soit pour être régénérés, aérés, remmélangés ou expédiés à la décharge.

La noyauterie ou le noyautage, a ses propres installations de mélange, de réalisation des noyaux, de contrôle et ébavurage, de poteyage puis de logistique pour stocker et acheminer les noyaux vers le moulage.